# NHK矢巾ラジオ放送所

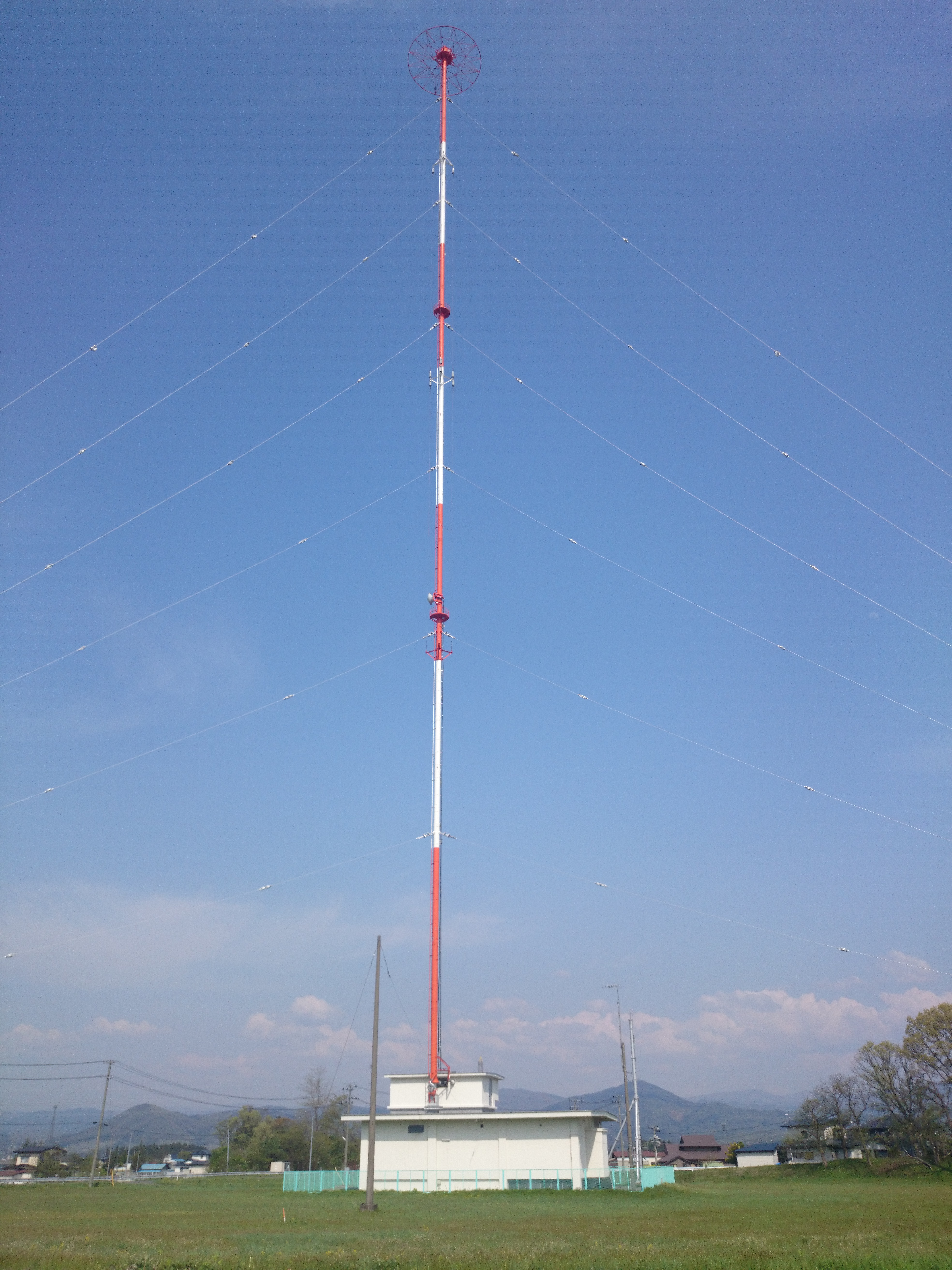
送信塔全景

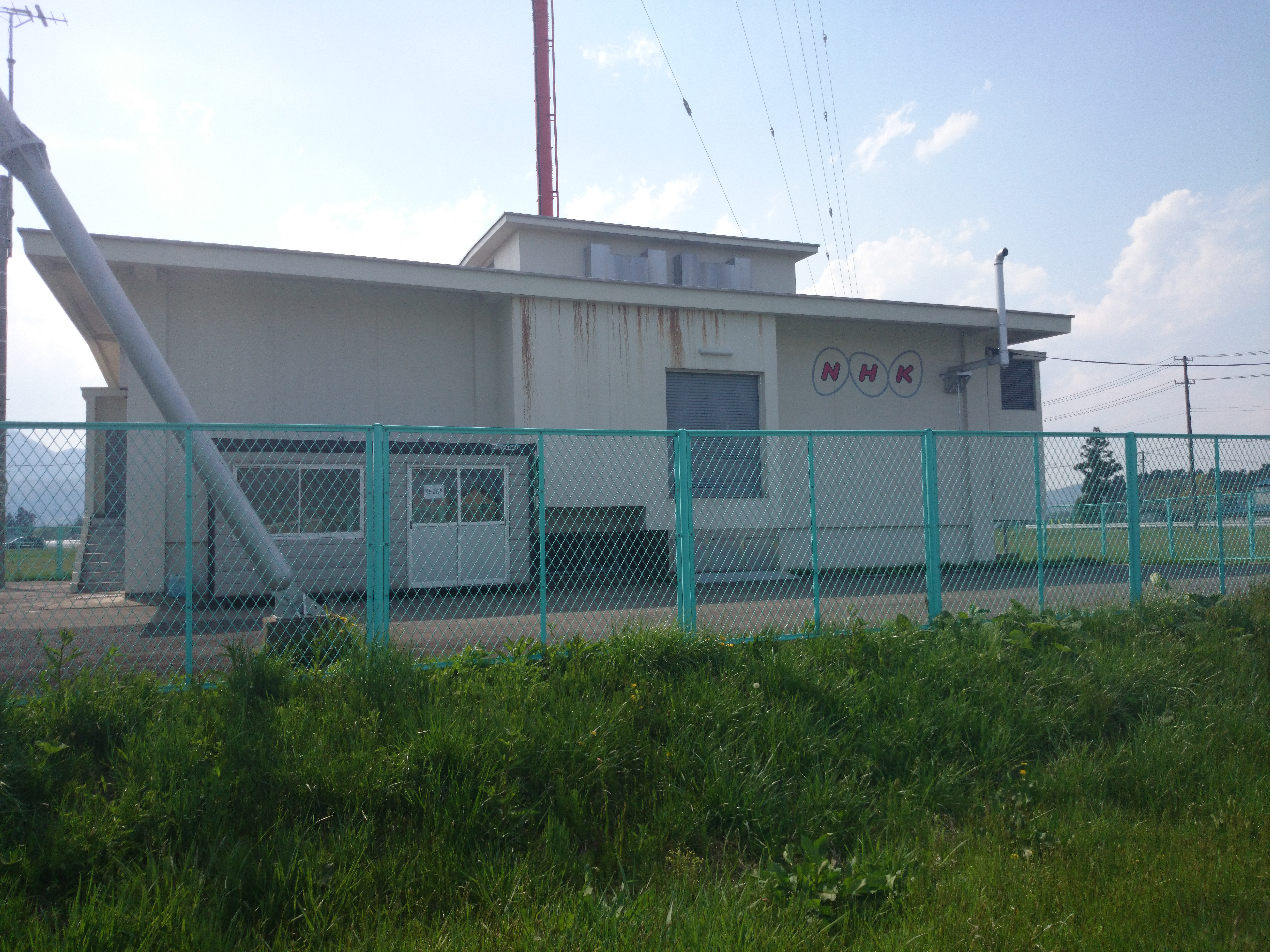
局舎

NHK矢巾ラジオ放送所（エヌエイチケイやはばラジオほうそうしょ）は、岩手県紫波郡矢巾町にあるNHK盛岡放送局中波ラジオ放送の親局送信所。

## 送信所概要

### AMラジオ放送
| 周波数  | 放送局名    | 呼出符号 | 空中線 電力 | 放送対象地域 | 放送区域 内世帯数 | 開局年月日     |
| ------- | ----------- | -------- | ----------- | ------------ | ----------------- | -------------- |
| 531kHz  | NHK 盛岡第1 | JOQG     | 10kW        | 岩手県       | 約353,000世帯     | 1938年 8月7日  |
| 1386kHz | NHK 盛岡第2 | JOQC     | 10kW        | 全国         | 約353,000世帯     | 1950年 3月25日 |

- 所在地： 紫波郡矢巾町広宮沢第8地割126番地[2]
- 開局当初は現在の盛岡市上田四丁目に送信所が置かれていたが、施設の老朽化と周辺地区の都市化進行により移転、1966年2月26日に現在地での運用を開始した[2]。